# Волосы Вероники (карликовая галактика)
Волосы Вероники (Com) — карликовая сфероидальная галактика, расположенная в созвездии Волосы Вероники и обнаруженная в 2006 году данными, полученными Слоановским цифровым обзором неба. Галактика находится на расстоянии около 44 кпк от Солнца и движется от Солнца со скоростью около 98 км/с. Она имеет эллиптическую форму (соотношение осей ~5:3) с радиусом около 70 пк и классифицируется как карликовая сфероидальная галактика (dSph).
Карлик в Волосах Вероники является одним из самых маленьких и тусклых спутников Млечного Пути — его интегральная светимость всего в 3700 раз больше, чем светимость Солнца (абсолютная видимая величина около −4,1m), что значительно ниже, чем светимость большинства шаровых скоплений. Тем не менее, его масса составляет около 1,2 миллионов M⊙, а это значит, что соотношение массы этой галактики к её светимости составляет около 450 M⊙/L⊙. Большое соотношение массы к свету означает, что в галактике доминирует тёмная материя.
Звёздное население галактики состоит в основном из старых звёзд, образовавшихся более 12 миллиардов лет назад. Металличность этих старых звёзд также очень низка: Fe/H ≈ −2,53 ± 0,45, что означает, что они содержат в 350 раз меньше тяжёлых элементов, чем Солнце. Звёзды этой галактики были, вероятно, одними из первых звёзд, возникших во Вселенной. В настоящее время звездообразования в галактике не происходит. Измерениями до сих пор не удалось обнаружить в ней радиолинию нейтрального водорода — верхний предел на содержание нейтрального водорода составляет только 46 солнечных масс.
Галактика находится недалеко от потока Стрельца, который состоит из звёзд, отделяемых приливными силами из Карликовой эллиптической галактики в Стрельце. Эта связь может означать, что карлик в Волосах Вероники является бывшим спутником этой галактики или звёздным скоплением из неё.